# 近地天体照相机
近地天体监视任务（Near-Earth Object Surveillance Mission）原名为“近地天体照相机”（NEOCam），是一台计划用来探测太阳系中潜在危险小行星的天基红外望远镜。
近地天体监视任务将搭载在近地天体测量者航天器上，在位于日-地之间的拉格朗日1点进行监测，以便能近距离地观察太阳并看到地球轨道内的天体。该任务将是近地天体广角红外线探测望远镜（NEOWISE）的后继者，它的首席研究员也是近地天体广角红外线探测望远镜任务首席研究员——亚利桑那大学的“艾米·迈因策”（Amy Mainzer）。
该构想于2006年首次提出，尽管美国国会曾在2005年向美国宇航局发出过指示，但这一构想在美国宇航局历年所资助行星防御以外的科学任务中屡次竞争未果。由于这是一项公共安全问题，行星防御协调办公室于2019年决定执行此任务， 喷气推进实验室将负责该任务的开发。

## 历史
2005年，美国国会授权美国航天局在2020年前完成对特定级别小天体的全面搜索，以发现、分类和描述大于140米的危险小行星（2005年法案，H.R.1022；第109号），但是从未为此任务拨付过具体资金。美国航天局并没优先考虑这一任务，而是指示近地天体照相机项目与“行星防御”或减灾规划以外的科学任务一道竞争拨款。
近地天体照相机提案分别于2006年、2010年、2015年、2016年和2017年多次参选美国宇航局发现计划，但从未获选发射。尽管如此，该任务概念还是在2010年获得了技术开发资金，用于设计和测试新的红外探测器以优化对小行星和彗星的探测及尺寸确定。2015年9月和2017年1月，该项目又获得进行进一步技术开发的额外资金300万美元。
在呼吁从美国宇航局行星科学部门之外或直接从国会为这项任务提供全额拨款后，2019年9月23日宣布，近地天体照相机将以“近地天体监视任务”的名义实施，而不通过项目竞选获取资金，预算来自美国宇航局行星科学部的行星防御协调办公室。2019年7月，小行星2019 OK近距离掠过地球，它逃过了所有现存的探测手段，这一事件被认为更加促成了这一决定。
从资金和管理角度看，近地天体监视任务是一个正式的新项目，但它也是同一台太空望远镜、同一个团队，任务目标不变。

## 目标
这次飞行任务的主要目标是在航行过程中发现并确定大部分大于140 米(460英尺)的潜在危险小行星的轨道特征，它的视场将非常大，能够发现数以万计直径小至30 米(98英尺)的新近地天体。次要科学目标包括探测和描述小行星带中约100万颗小行星和数千颗彗星特征，以及确认人为和自动设备探测到的潜在近地天体目标
喷气推进实验室将负责此任务的开发，估计任务总费用约在5亿至6亿美元之间。

## 探测器
近地天体测量者航天器总质量将不超过1300千克，可使用大力神5号或猎鹰9号等运载火箭
发射到太阳-地球间拉格朗日1点。有望在10年内完成国会所定目标的90%，预计整个任务寿命时间为12年。

## 望远镜
在黑暗的外太空，光学望远镜很难看到小型天体，但在红外波长下工作的望远镜对表面被太阳加热的小行星却很敏感。
近地天体监视任务将采用在两个热红外波长频道上运行的50厘米(20英寸)红外望远镜广角相机，总波长范围在4微米到10微米之间，视场宽度为11.56平方度。它将使用改进版的碲化汞镉天文广域红外成像仪(HAWAII)-由泰莱达公司(Teledyne)碲化汞镉探测器开发的图像传感器，任务原型探测器于2013年4月测试成功。探测器阵列为2048×2048像素，每天将产生82GB的数据。为不使用低温流体制冷而能获得良好的红外性能，探测器将使用经斯皮策太空望远镜验证过的技术，被动式冷却到30 K(摄氏-243°；华氏-406°)。

## 运行
近地天体测量卫星将在环日-地间拉格朗日1点的晕轮轨道中运行，并使用遮阳罩。该轨道可让数据快速下行到地球，并允许从望远镜上下载全帧图像。

## 图片

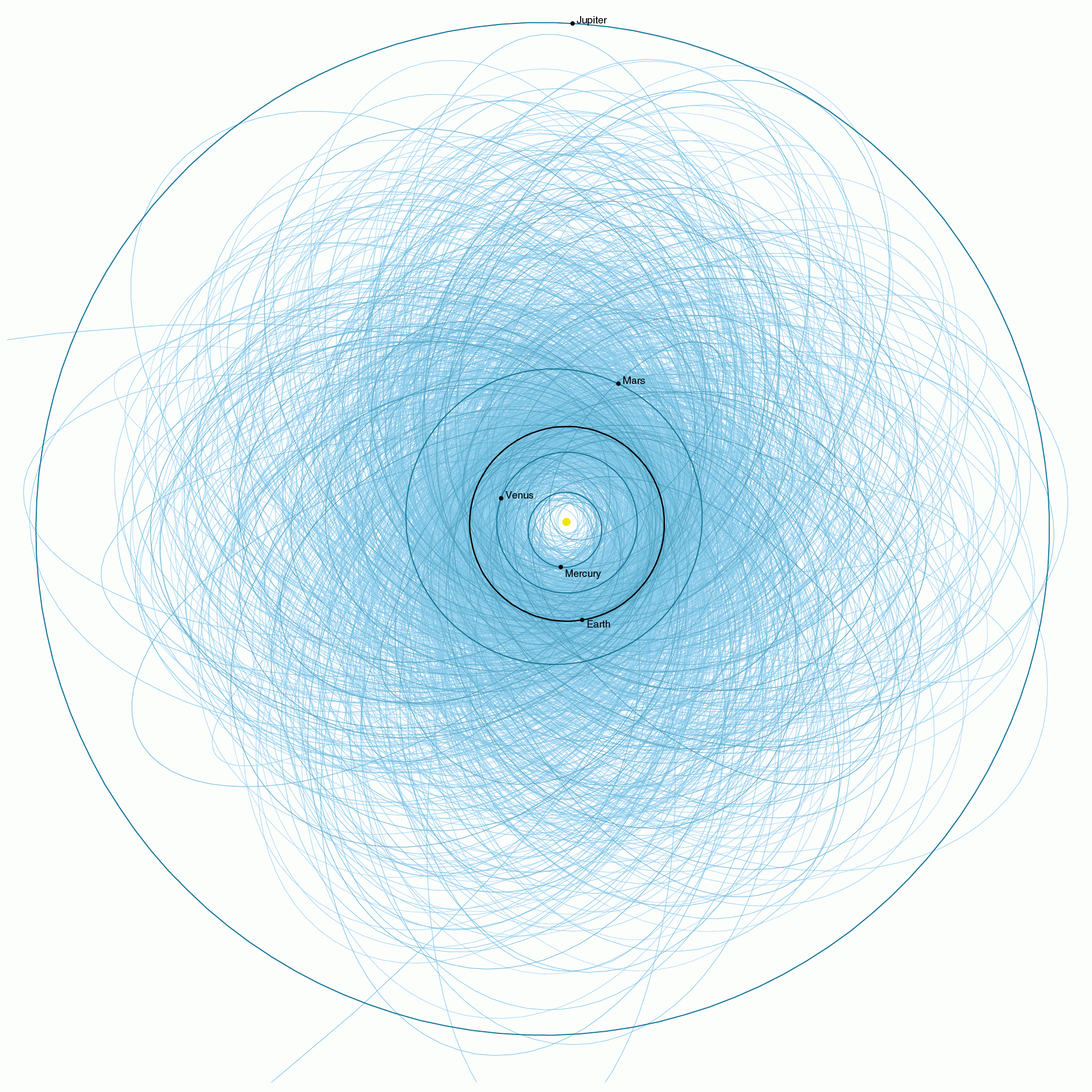
截至2013年初，已知潜在危险小行星轨道图(大小超过140 米(460英尺)，在距地球轨道760万公里(470万英里)内通过)。(备用图)

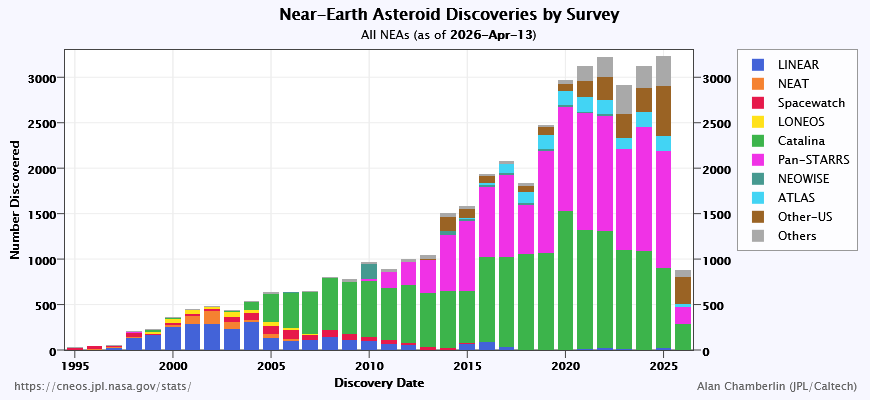
自1995年来，每年通过巡天调查发现的近地天体

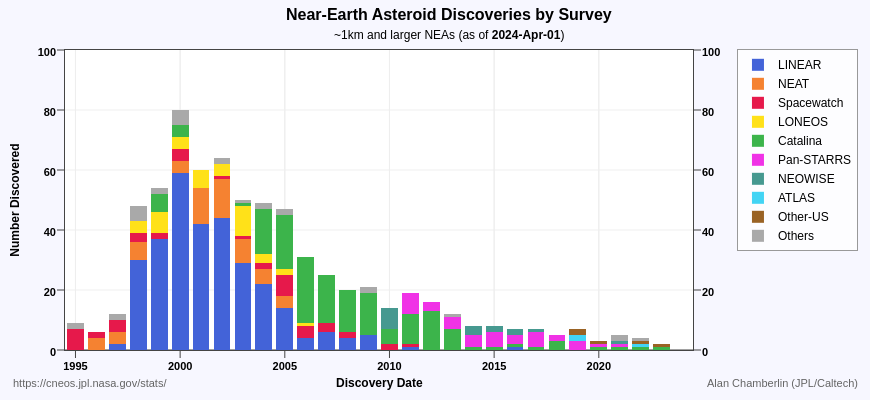
每年发现的大型近地天体(直径至少1公里)

| 林肯小组 近地追踪 太空监视 洛厄尔计划 | 卡特林那系统 泛星计划 广域红外探测 所有其它的 |

## 另请参阅
- 小行星撞击防避
- 最大红外望远镜列表
- 近地天体观测项目列表
- 广域红外线巡天探测卫星 (40 厘米红外线望远镜)
- 拟议中的太空观测站列表

近地天体搜索项目
- B612基金会，研究近地天体并提出类似任务的组织
- 近地天体监视卫星，加拿大的一颗小卫星，用于探测近地天体
- 太空卫士基金会，尝试寻找近地天体的组织
- 惠普尔探测器，发现计划中提出的太空望远镜
- 小行星陆地撞击持续报警系统，自2015年底来，美国宇航局资助的地基近地天体探测系统。